# 木和田大起
木和田 大起（きわだ だいき、1978年 - ）は、日本の剣道家（7段）・大阪府警察警察官・剣道日本代表。三重県紀宝町出身。現在、大阪府警察警備部第一機動隊所属、巡査部長。身長181cm、体重85kg。

## 経歴
1994年4月、三重高等学校に入学、剣道部ではキャプテン・大将。1年生からレギュラー定着。1年時の全国公式大会（インターハイ・国体）戦績は4戦全勝。1997年4月、中央大学法学部に入学、剣道部では副キャプテン・大将、1年生からレギュラー定着するが、高校・大学時代を通じ個人・団体ともに全国優勝できない。
2001年4月、大阪府警察に奉職。2006年9月と2007年9月に全国警察剣道大会で優勝。2007年11月、全日本剣道選手権大会に初出場、第3位。2008年9月、全国警察剣道選手権大会で初優勝。2009年8月、世界剣道選手権大会で団体優勝、ただ一人6戦全戦全勝。2009年9月、全国警察剣道選手権大会で準優勝。2009年10月、全国警察剣道大会で優勝。2012年11月、全日本剣道選手権大会で優勝。

## 戦績
高校
- 全国高等学校剣道選抜大会（第3位）

大学
- 全日本学生剣道優勝大会（準優勝:2回）
- 関東学生剣道優勝大会（準優勝）

全日本剣道選手権大会
- 2007年：第3位
- 2010年：2回戦敗退
- 2012年：優勝

世界剣道選手権大会
- 2009年：優勝
- 2012年：優勝

全国警察剣道大会（団体）
- 2004年：準優勝
- 2005年：準優勝
- 2006年：優勝
- 2007年：優勝
- 2008年：第3位
- 2009年：優勝

 全国警察剣道選手権大会（個人）
- 2008年：優勝
- 2009年：準優勝